# Dienis Mosalow
Dienis Aleksandrowicz Mosalow, ros. Денис Александрович Мосалёв (ur. 28 lutego 1986 w Kartały) – rosyjski hokeista.

## Kariera
- Mietałłurg Magnitogorsk (2003–2007)
  -  Eniergija Kemerowo (2005–2006)
- HK MWD Bałaszycha, w tym MWD 2 (2007–2010)
- Dinamo Moskwa (2010–2015)
  -  Dinamo Bałaszycha (2011)
- Łokomotiw Jarosław (2015–)
- HK Soczi (2018-2020)
- Dynama Mińsk (2020-)

Wychowanek Mietałłurga Magnitogorsk. Od maja 2010 roku zawodnik Dinama Moskwa. W sezonie KHL (2010/2011) uzyskał 25 punktów (16 goli i 9 asyst) w 48 meczach i został najskuteczniejszym strzelem drużyny. W maju 2011 roku przedłużył kontrakt z klubem. 1 maja 2013 przedłużył kontrakt o dwa lata. Od maja 2015 zawodnik Łokomotiwu Jarosław, związany trzyletnim kontraktem. Od lipca 2018 zawodnik HK Soczi. W połowie 2020 odszedł z klubu. Na początku sezonu 2020/2021 pozostawał bez klubu, a pod koniec grudnia 2020 został graczem Dynama Mińsk

## Sukcesy
Klubowe
- Złoty medal mistrzostw Rosji: 2007 z Mietałłurgiem, 2012, 2013 z Dinamem Moskwa
- Srebrny medal mistrzostw Rosji / KHL: 2010 z MWD Bałaszycha
- Puchar Gagarina: 2012, 2013 z Dinamem Moskwa
- Brązowy medal mistrzostw Rosji: 2017 z Łokomotiwem Jarosław

Indywidualne
- KHL (2011/2012): najlepszy napastnik - finały konferencji